# LinkedIn

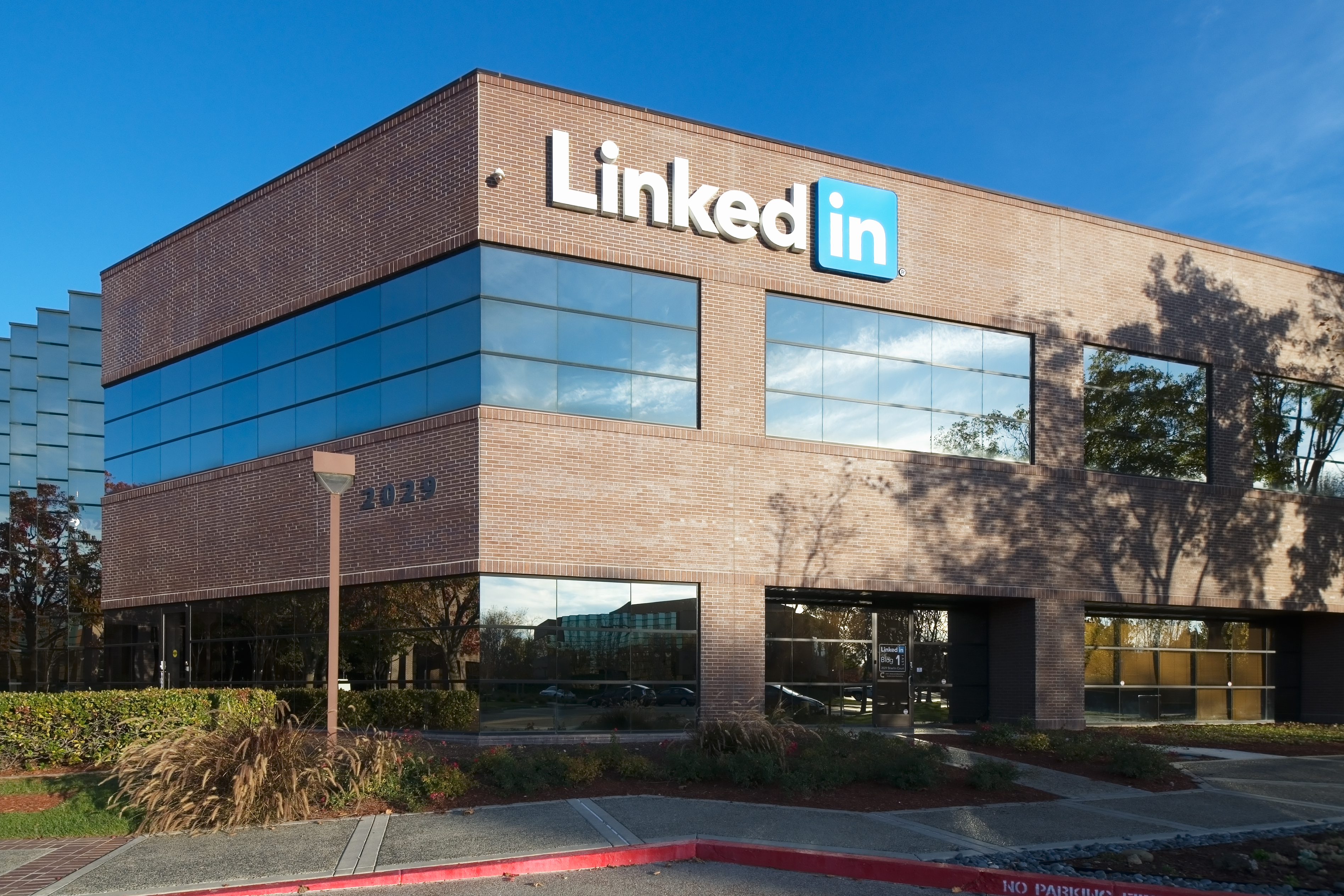
Voormalig hoofdkantoor van LinkedIn in Mountain View, Californië (2015)

LinkedIn is een online professioneel netwerk, actief sinds 5 mei 2003, zakelijk gericht op vakmensen. In 2024 was de website wereldwijd beschikbaar in 38 talen in 200 landen met ca. 1 miljard geregistreerde leden, van wie 11 miljoen in Nederland en 5 miljoen in België. Bij LinkedIn werken ongeveer 18.500 mensen in 2024.
De website wordt voornamelijk gebruikt voor professionele netwerken, waaronder werkgevers die vacatures plaatsen en werkzoekenden die hun cv plaatsen. Vanaf 2015 verdiende het bedrijf vooral aan de verkoop van toegang tot informatie over de leden aan recruiters en verkoopprofessionals. Sinds december 2016 is LinkedIn een volledige dochteronderneming van Microsoft.
Sinds Februari 2014 is het ook mogelijk artikelen te schrijven op Linkedin, die je terug kan zien in de zoekmachines.
De Verordening digitale diensten beschouwt LinkedIn als een zeer groot onlineplatform, en legt bijhorende verplichtingen op.

## Contacten / Netwerken
Het belangrijkste doel van de website is geregistreerden gebruik te laten maken van elkaars (zakelijke) netwerk. Dat gebeurt door contacten te leggen met anderen die je vertrouwt.
Deze lijst van contacten kan als volgt worden gebruikt:
- Een netwerk is opgebouwd uit je directe contacten, de relaties van je contacten, enzovoort. Al deze personen kunnen behalve direct haar of zijn netwerk ook uitbreiden via een introductie door een reeds in het eerste- of tweedelijnsnetwerk aanwezige contactpersoon.
- Het netwerk kan gebruikt worden voor het vinden van een baan, andere personen of zakelijke kansen, via aanbevelingen vanuit je netwerk.
- Werkgevers kunnen vacatures plaatsen en mogelijke kandidaten zoeken.
- Werkzoekenden kunnen het profiel van managers raadplegen en ontdekken welke van hun bestaande contacten haar of hem kan introduceren.
- Ook aan van hier bekende peilingen, polls genaamd kan men meedoen.
- LinkedIn heeft de beschikking over groepen. Deze zijn te vergelijken met de clans van Netlog, waaronder enkele voor  Wikipedianen (Meta).

Door het systeem van doorverwijzen via een in je netwerk aanwezig contact ontstaat vertrouwen tussen de deelnemers aan het netwerk. LinkedIn neemt deel aan het EU Safe Harbor Privacy Framework.

## Applicaties voor LinkedIn
LinkedIn heeft zelf mobiele apps ontwikkeld voor Android en iOS (iPad en iPhone). Voorheen ontwikkelde LinkedIn ook apps voor Blackberry en Windows Phone. Naast de officiële mobiele apps hebben derden ook software ontwikkeld voor specifieke besturingssystemen. Zo is DroidIn een applicatie waarmee je LinkedIn kunt gebruiken op een Android-telefoon.

## Geschiedenis
LinkedIn heeft een sterke groei doorgemaakt sinds de oprichting in december 2002 door een team geleid door ondernemer-investeerder Reid Hoffman. Deze had eerst een datingsite opgericht, die echter mislukte. LinkedIn bleek echter een groot succes. In 2007 was het het snelst groeiende online netwerk in de VS met 189% groei per jaar. In 2010 werd de Nederlandse vestiging opgericht.
19 mei 2011 vond de beursintroductie van LinkedIn plaats waarmee LinkedIn 353 miljoen dollar ophaalde. Het bedrijf maakt ondanks het hoge ledental nog steeds geen winst. De torenhoge waardering bij de beursgang – die oprichter Reid Hoffman met een 20%-belang 1,8 miljard dollar opleverde – was volgens veel analisten rationeel dan ook nauwelijks te verklaren.
Op 3 mei 2012 kondigde SlideShare aan dat het overgenomen zou worden door LinkedIn. Er was sprake van een overnamebedrag van US$ 119 miljoen.
Op 11 april 2013 kondigde LinkedIn aan dat er een akkoord was voor de overname van de news reader Pulse.
Sinds december 2016 is LinkedIn een volledige dochteronderneming van Microsoft. Microsoft betaalde US$ 26,2 miljard.

## Statistiek
| datum       | geregistreerde deelnemers × miljoen |
| ----------- | ----------------------------------- |
| 30 sep 2012 | 187                                 |
| 9 jan 2013  | 200                                 |
| 23 jan 2016 | 400                                 |
| 24 apr 2017 | 500                                 |
| okt 2018    | 590                                 |
| jun 2020    | 690                                 |
| mei 2023    | 930                                 |

| land                | regs × miljoen | land                         | regs × miljoen | land          | regs × miljoen |
| ------------------- | -------------- | ---------------------------- | -------------- | ------------- | -------------- |
| Verenigde Staten    | 169            | Colombia                     | 8              | Portugal      | 3              |
| India               | 66             | Nederland                    | 8              | Zweden        | 3              |
| China               | 50             | Filipijnen                   | 8              | Denemarken    | 2              |
| Brazilië            | 43             | Turkije                      | 8              | Ierland       | 2              |
| Verenigd Koninkrijk | 28             | Argentinië                   | 7              | Japan         | 2              |
| Frankrijk           | 20             | Zuid-Afrika                  | 7              | Kenia         | 2              |
| Canada              | 17             | Chili                        | 5              | Marokko       | 2              |
| Indonesië           | 15             | Maleisië                     | 5              | Nieuw-Zeeland | 2              |
| Duitslanda          | 14             | Egypte                       | 4              | Noorwegen     | 2              |
| Italië              | 14             | Nigeria                      | 4              | Roemenië      | 2              |
| Mexico              | 14             | Verenigde Arabische Emiraten | 4              | Singapore     | 2              |
| Spanje              | 12             | België                       | 3              | Taiwan        | 2              |
| Australië           | 11             | Polen                        | 3              | Zuid-Korea    | 2              |

a inclusief  Oostenrijk en  Zwitserland

## Boete
In 2024 kreeg LinkedIn een boete van 310 miljoen euro omdat het zonder toestemming data van gebruikers inzet voor reclames en gedragsanalyse. De Ierse privacytoezichthouder. Data Protection Commission (DPC), deed jarenlang onderzoek en heeft deze boete ook namens andere EU-lidstaten uitgedeeld. In 2018 werd een klacht ingediend door een Franse non-profitorganisatie. LinkedIn heeft voor het verzamelen en gebruiken van die gegevens niet op de juiste manier toestemming gevraagd en werd surfgedrag buiten LinkedIn gevolgd zonder expliciete toestemming. Hiermee overtrad Linkedin de Europese privacyregels. Naast de boete moet LinkedIn de werkwijze aanpassen.

## Voormalige functionaliteiten
- Mensen met een LinkedIn-profiel konden elkaar vragen stellen die andere vakmensen kunnen beantwoorden. Die service is vanaf 1 januari 2013 stopgezet.
- Op 30 september 2021 werd de LinkedIn stories mogelijkheid stopgezet.[15]